# Karjala Cup 2004
Hokejový turnaj byl odehrán od 11.11.2004 – do 14.11.2004 v Helsinkách. Utkání Švédsko – Rusko bylo odehráno v Linköpingu.

## Výsledky a tabulka
|    |         | FIN    | SWE     | CZE    | RUS   | V | VP | PP | P | Skóre | B |
| 1. | Finsko  | Finsko | 5:2     | 0:3    | 4:3   | 2 | 0  | 0  | 1 | 9:8   | 6 |
| 2. | Švédsko | 2:5    | Švédsko | 3:2 SN | 2:1   | 1 | 1  | 0  | 1 | 7:8   | 5 |
| 3. | Česko   | 3:0    | 2:3 SN  | Česko  | 3:6   | 1 | 0  | 1  | 1 | 8:9   | 4 |
| 4. | Rusko   | 3:4    | 1:2     | 6:3    | Rusko | 1 | 0  | 0  | 2 | 10:9  | 3 |

 Finsko –  Česko 0:3 (0:0, 0:2, 0:1) Zpráva
11. listopadu 2004 (18:30) – Helsinky
- Branky  Finsko : nikdo
- Branky  Česko : 24:42 Pavel Rosa, 37.13 Aleš Hemský, 58:47 Radek Dvořák
- Rozhodčí: Ulf Rönnmark (SWE) – Stefan Fonselius, Seppo Lindroos (FIN)
- Vyloučení: 6:7
- Diváků: 7 574

 Švédsko –  Rusko 2:1 (1:0, 0:1, 1:0) Zpráva
11. listopadu 2004 (19:00) – Linköping
- Branky  Švédsko: 15:10 Kahnberg M., 43:12 Zetterberg H.
- Branky  Rusko: 39:01 Ovečkin A.
- Rozhodčí: Tom Laaksonen (FIN) – Leo Takula, Mikael Ljungqvist (SWE)
- Vyloučení: 4:4
- Diváků: 6 735

 Česko –  Švédsko 2:3  SN  (0:1, 1:1, 1:0 – 0:0, 0:1) Zpráva
13. listopadu 2004 (15:00) – Helsinky
- Branky  Česko: 27:11 Radek Dvořák, 49:39 Michal Mikeska
- Branky  Švédsko: 5:10 Hedström J., 39:51 Bäckman Ch.
- Rozhodčí: Jyri Rönn – Stefan Fonselius, Antti Hämäläinen (FIN)
- Vyloučení: 9:7 navíc Hedström (SWE) na 5 min a do konce utkání.
- Diváků: 4 000

 Rusko –  Finsko 3:4 (1:2, 1:1, 1:1) Zpráva
13. listopadu 2004 – Helsinky
- Branky  Rusko: 12:40 Kovalčuk I., 29:33 Skugarev A., 47:15 Gladsk
- Branky  Finsko: 1:58 Pakaslahti P., 18:19 Ruutu J., 28:18 Peltonen V., 59:21 Jokinen J.
- Rozhodčí: Milan Minář (CZE) – Juha Kautto, Mikko Kekäläinen (FIN)
- Vyloučení: 9:8 navíc Afinogenov M., Krjukov A. (RUS) 10 min.
- Diváků: 11 400

 Rusko –  Česko 6:3 (2:1, 3:1, 1:1) Zpráva
14. listopadu 2004 (18:30 – Helsinky
- Branky  Rusko: 13:19 Skugarev A., 17:07 Simakov A., 28:35 Kovalčuk I., 37:09 Skugarev A., 38:57 Kajgorodov A., 59:47 Kovalčuk I.
- Branky  Česko: 12:42 Marek Židlický, 37:57 Radek Dvořák, 58:08 Jiří Burger
- Rozhodčí: Jari Levonen – Juha Kautto, Seppo Lindroos (FIN)
- Vyloučení: 8:6
- Diváků: 3 000

 Finsko –  Švédsko 5:2 (2:1, 1:0, 2:1) Zpráva
14. listopadu 2004 (18:30) – Helsinky
- Branky  Finsko: 4:03 Nummelin P., 17:24 Kallio T., 31:32 Jokinen J., 48:21 Jokinen J., 59:27 Jokinen J.
- Branky  Švédsko: 2:38 Zetterberg H., 41:20 Tjärnqvist M.
- Rozhodčí: Milan Minář (CZE) – Antti Hämäläinen, Mikko Kekäläinen (FIN)
- Vyloučení: 8:9 navíc Ruutu J. (FIN), Bäckman Ch. (SWE) na 10 min.
- Diváků: 12 850

## All-Star-Team
| Útočník | Pavel Rosa Česko - Henrik Zetterberg Švédsko - Ilja Kovalčuk Rusko |
| Obránce | Marek Židlický Česko - Christian Bäckman Švédsko                   |
| Brankář | Adam Svoboda Česko                                                 |